# Walter Guinness
Walter Edward Guinness, 1. baron Moyne DSO (ur. 29 marca 1880 w Dublinie, zm. 6 listopada 1944 w Kairze) – brytyjski arystokrata i polityk, młodszy syn Edwarda Guinnessa, 1. hrabiego Iveagh, i jego żony Adelaide. Był członkiem Partii Konserwatywnej i ministrem w rządach Stanleya Baldwina i Winstona Churchilla. Został zamordowany przez radykalną syjonistyczną organizację zbrojną Lechi za odmowę udzielenia schronienia węgierskim Żydom w Palestynie.

## Życiorys
Młody Guinness kształcił się w Eton College. Jako ochotnik służył podczas II wojny burskiej. Odniósł tam ranę, został wymieniony w rozkazie dziennym oraz otrzymał Queen’s South Africa Medal. 24 czerwca 1903 r. poślubił lady Evelyn Erskine (1883-1939), córkę 14. hrabiego Buchan. Walter miał z nią troje dzieci: Bryana, Murtogha i Granię. Podczas I wojny światowej służył w szeregach Sussex Yeomanry, początkowo w Egipcie, następnie podczas bitwy o Gallipoli. W 1917 r. za postawę podczas bitwy pod Passchendaele otrzymał Order za Wybitną Służbę.
Karierę polityczną zaczął Guinness w 1907 r., kiedy to został wybrany do rady hrabstwa Londyn. W tym samym roku uzyskał mandat parlamentarny wygrywając wybory uzupełniające do Izby Gmin w okręgu Bury St Edmunds. Po upadku rządu Lloyda George’a w 1922 r. został podsekretarzem stanu w Ministerstwie Wojny. W 1923 r. został finansowym sekretarzem skarbu. Urząd ten utracił po objęciu władzy przez Partię Pracy w styczniu 1924 r., ale już miesiąc później został członkiem Tajnej Rady. Po powrocie konserwatystów do władzy, co nastąpiło jeszcze w 1924 r., Guinness powrócił na swoje poprzednie stanowisko. W latach 1925–1929 był członkiem gabinetu jako minister rolnictwa i rybołówstwa. W Izbie Gmin zasiadał do 1931 r. Rok później otrzymał tytuł 1. barona Moyne i zasiadł w Izbie Lordów.
W latach 30. Moyne zaliczał się do grona stronników Winstona Churchilla i przeciwników polityki Neville’a Chamberlaina. W 1938 r. został przewodniczącym Królewskiej Komisji Indii Zachodnich, która miała opracować najlepszy system zarządzania brytyjskimi koloniami na Karaibach. We wrześniu 1939 r. Moyne stanął na czele Polish Relief Fund w Londynie i przekazał Polakom swój londyński dom przy 11 Grosvenor Place. W 1940 r. został parlamentarnym sekretarzem w Ministerstwie Rolnictwa i Rybołówstwa. W 1941 r. został ministrem kolonii i przewodniczącym Izby Lordów. W latach 1942–1944 był zastępcą rezydenta a Kairze, a następnie ministrem-rezydentem na Bliskim Wschodzie.
9 czerwca 1942 r. na forum Izby Lordów Moyne wygłosił przemówienie, w którym skrytykował projekt syjonistów osiedlenia 3 milionów Żydów w Palestynie po zakończeniu wojny. W 1944 r. do Brytyjczyków zgłosił się węgierski Żyd, Joel Brand, który przekazał im propozycję Adolfa Eichmanna uwolnienia 1 miliona Żydów w zamian za 10 000 ciężarówek i innych dóbr od aliantów. Moyne miał wówczas powiedzieć: co ja mogę zrobić z milionem Żydów?.
Rankiem 6 listopada 1944 r., nieopodal swojego kairskiego domu, Moyne padł ofiarą zamachu dokonanego przez członków syjonistycznej organizacji zbrojnej Lehi - Eliyahu Bet-Zuriego i Eliyahu Hakima. Moyne został postrzelony trzy razy i zmarł w szpitalu tego wieczora. Zamachowcy zostali ujęci na miejscu zamachu. Uznani za winnych zabójstwa zostali powieszeni 23 marca 1945 r.

## Publikacje
- Walkabout; a Journey between the Pacific and Indian oceans, W. Heinemann Ltd., Londyn, 1936, OCLC 5351894
- Atlantic Circle, Blackie & Son, Glasgow, 1938, OCLC 5509205
- Staff Officer: The Diaries of Walter Guinness (First Lord Moyne), 1914-1918, L. Cooper, Londyn, 1987, ISBN 0-85052-053-3